# Солоне Озеро (станція)
Соло́не Озе́ро (до 1952 — Таганаш, крим. Toğanaş) — проміжна залізнична станція Кримської дирекції Придніпровської залізниці. З 2014 року контролюється російським підприємством «Кримська залізниця».
Розташована в селі Солоне Озеро Джанкойського району на півночі Автономної Республіки Крим на лінії Федорівка — Джанкой.
На вокзалі станції є зала очікування, каси продажу квитків приміського та далекого сполучення, багажне відділення.

## Історія
1874 року виникла станція під назвою Таганаш в ході будівництва Лозово-Севастопольської залізниці на лінії Мелітополь — Джанкой. З введенням в експлуатацію залізниці були побудовані залізнична казарма і водокачка. Станом на 1889 рік діяли паровозне депо, дистанція колії, вагоноремонтний пункт, залізничні майстерні, шпалопросочувальний завод. Тоді станція Таганаш була найбільшою лінійною станцією Криму.
У 1892 році, після запуску лінії Джанкой — Феодосія, вузловою стає станція Джанкой і до 1898 року залізничне господарство станції Таганаш було переведено до Джанкоя. Згідно «Пам'ятної книжки Таврійської губернії на 1900 рік», на станції Таганаш здійснювали зупинки пасажирські поїзди з Севастополя: швидкий № 5 з вагонами 1-го і 2-го класу (стоянка 2 хвилини) і поштовий № 3 з вагонами 1, 2, 3-го класів (стоянка 10 хвилин). Станом на 1915 рік, за даними Статистичного довідника Таврійської губернії, на станції Таганаш Богемської волості Перекопського повіту налічувалося 11 дворів з населенням в кількості 103 чоловік приписних жителів.
1952 року станція перейменована на сучасну назву — Солоне Озеро. Названа по розташуванню на південному березі озера Сиваш.
1970 року електрифікована постійним струмом (= 3 кВ) в складі ділянки Мелітополь — Сімферополь.

## Пасажирське сполучення
До окупації Криму Росією на станції зупинялися електропоїзди сполученням Сімферополь — Новоолексіївка, в літній період станція була кінцевою зупинкою електропоїзда Сімферополь — Солоне Озеро.
До 31 березня 2014 року приміські електропоїзди прямували до станції Новоолексіївка. Частина електропоїздів після прибуття до Новоолексіївки курсували до станції Мелітополь, а під час курортного сезону курсувало близько 8 пар на добу. З 1 квітня 2014 року станція є кінцевою зупинкою електропоїздів сполученням Сімферополь — Солоне Озеро (4 пари). Приміське сполучення через озеро Сиваш припинене через встановлення Росією державного кордону.